# كارل فرانز فان دير فيلدي
كارل فرانز فان دير فيلدي (بالألمانية: Carl Franz van der Velde)‏ (و. 1779 – 1824 م) هو قاضي، وشاعر قانوني ‏، وروائي ألماني، ولد في فروتسواف، توفي في فروتسواف، عن عمر يناهز 45 عاماً.

## مناصب
تولى منصب قاضي
.